# Stockbridge (Massachusetts)
Stockbridge – miasto w Stanach Zjednoczonych, w stanie Massachusetts, w hrabstwie Berkshire.
Od czasu II wojny światowej rezydują tutaj marianie, którzy utworzyli Narodowe Sanktuarium Bożego Miłosierdzia.